# 劉幽求
劉 幽求（りゅう ゆうきゅう、655年 -715年）は、唐代の官僚・政治家。本貫は冀州武強県。

## 経歴
聖暦年間、制挙に応じ、閬中県尉に任じられた。刺史が無礼であったため、幽求は官を棄てて帰郷した。長らくを経て、朝邑県尉に任じられた。神龍元年（705年）、桓彦範・敬暉らは張易之兄弟を殺害したものの、武三思を殺さなかった。幽求は桓彦範らに武三思を残しておくと、臍を噛むことになると警告したが、桓彦範らは幽求の言を聞き入れなかった。後に桓彦範らは武三思の誣告を受け、嶺南に流されて死ぬことになった。
景龍4年（710年）6月、韋皇后が中宗を毒殺して簒奪を図ると、幽求は臨淄郡王李隆基とともに韋皇后の殺害を計画した。唐隆元年（同年）、宮苑総監の鍾紹京や長上果毅の麻嗣宗や太平公主の子の薛崇暕らとともに夜間に禁中に討ち入って、韋皇后や安楽公主を殺害した。この夜に下された制勅は100あまりに及んだが、いずれも幽求の筆になるものであった。功により幽求は中書舎人に抜擢され、国政の機密に参与し、中山県男の爵位を受けた。
景雲元年（同年）、睿宗が即位すると、幽求は銀青光禄大夫の位を加えられ、知政事のまま行尚書右丞をつとめ、徐国公に進封された。景雲2年（711年）、戸部尚書に転じ、知政事を退任した。1月あまりして、吏部尚書に転じ、侍中に抜擢された。
先天元年（712年）、幽求は尚書右僕射・同中書門下三品に任じられ、監修国史を兼ねた。幽求は右羽林将軍の張暐とともに羽林兵を動員して太平公主の一党を粛清しようと計画した。張暐の密奏を受けて玄宗（李隆基）は許可したが、張暐が侍御史の鄧光賓に計画を漏らしてしまった。やむなく幽求は封州に流されることとなった。先天2年（713年）、太平公主らが殺害されると、幽求は金紫光禄大夫・尚書左僕射・知軍国事・監修国史・上柱国・徐国公として返り咲いた。
開元元年（同年）、尚書左右僕射が左右丞相に改められると、幽求は尚書左丞相に任じられ、黄門監を兼ねた。ほどなく太子少保に任じられ、知政事を退任した。姚崇に憎まれて、怨言があったと上奏され、睦州刺史に左遷された。1年あまりして、杭州刺史に転じた。開元3年（715年）、郴州刺史となり、赴任する道中に死去した。享年は61。礼部尚書の位を追贈された。諡は文献といった。建中3年（782年）、さらに司徒の位を追贈された。

## 伝記資料
- 『旧唐書』巻97 列伝第47
- 『新唐書』巻121 列伝第46